# 末広町 (高岡市)
末広町（すえひろまち）は、富山県高岡市の町名である。
1904年（明治37年）4月1日に宮脇町、旧旅屋門前の各一部が合併して成立した。

## 地理
高岡駅の北側に位置する。町の中央には富山県道23号高岡停車場線および万葉線が通っている。

## 施設
- ウイング・ウイング高岡
  - 高岡市立中央図書館
  - 富山県立志貴野高等学校
  - 高岡マンテンホテル駅前
- レーベン高岡
- 高岡関野神社
- 万葉線末広町停留場

かつては、文苑堂書店駅前店も置かれていた（2019年5月26日閉店）